# Gochnatia hiriartiana
Gochnatia hiriartiana là một loài thực vật có hoa trong họ Cúc. Loài này được Medrano, Villaseñor & Medina mô tả khoa học đầu tiên năm 2004.